# كوزارنيكا (بلدية بوتفغراد)
كوزارنيكا (بالبلغارية: Козарника)‏ هو كهف في جبال البلقان الغربية في بلغاريا. يقع بالقرب من قرية ليبنيتسا، بلدية بوتفغراد، على بعد 600 متر من حي بريسلافيتسا. تعني كلمة كوزارنيكا البلغارية «قلم الماعز» وقد أطلق السكان المحليون هذا الاسم على الكهف، الذين كانوا قد أخفوا ماعزهم هناك في الماضي.